# Base San Martín
A Base San Martín (em espanhol, Base San Martín) é uma base argentina na Antártida, operada pelo Instituto Antártico Argentino e localizada na Ilha Barry, próximo à cordilheira da Península Antártica. Foi fundada em 21 de março de 1951 pelo Exército Argentino Colonel D. H. Pujato, que batizou a base com o nome do herói da independência argentina General José de San Martín. O número de pessoas vivendo ali está entre 18 e 20.
San Martín é a base antártica argentina mais ocidental, e tem especial importância porque a área de sua localização é reivindicada ao mesmo tempo pela Argentina, Chile e o Reino Unido, e porque está próxima à Cordilheira da Península Antártica, onde cientistas descobriram cobre e pensam existir mais metais.
O lema da base é "Hombres de voluntad, luchan y vencen desde 1951" (Homens voluntariosos, lutam e vencem desde 1951)